# Sikkim
Sikkim és un petit regne de la regió de l'Himàlaia que, des del 1975, constitueix un estat associat a l'Índia. Gangtok n'és la capital i la ciutat més gran.

Bandera oficial de Sikkim fins 1975

És l'estat menys poblat de l'Índia, i el segon més petit en superfície després de Goa. Està situat entre el Nepal a l'oest, la Regió Autònoma del Tibet, Xina, al nord, Bhutan a l'est i l'estat de Bengala Occidental, Índia, al sud. País molt muntanyós sobretot al nord-oest, que està dominat pel massís de Kanchenjunga (8.585 m) i comprèn la vall alta del riu Tista, afluent del Brahmaputra. Ocupa una posició estratègica a la ruta entre la Xina i l'Índia.
Les religions predominants són l'hinduisme i el budisme Vajrayana.

## Geografia
Es divideix en quatre districtes:
- Mangan
- Gyalshing
- Namchi
- Gangtok

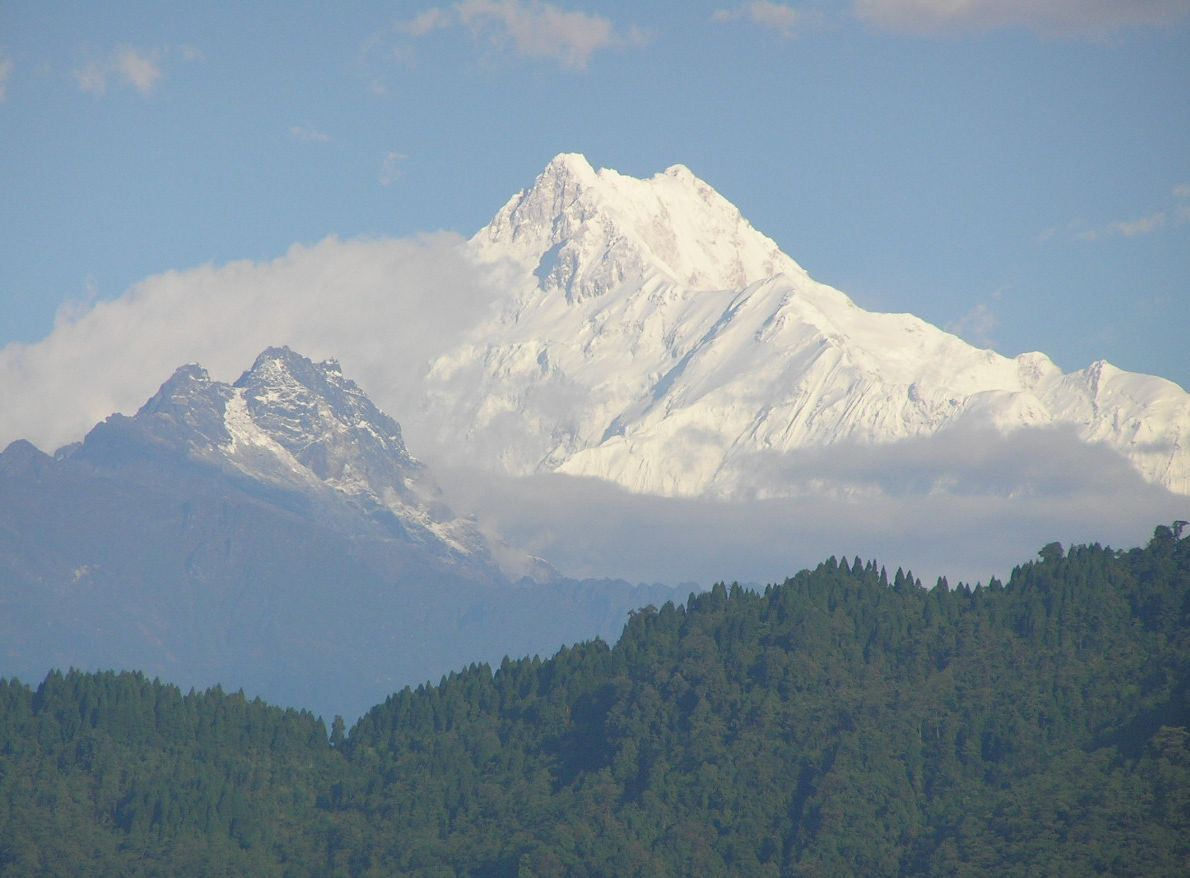
El Kanchenjunga vist des de Gangtok

Està immers en la cadena de l'Himàlaia, que forma serralades amb valls profundes que arriben als 300 m sobre el nivell del mar, amb un clima tropical molt humit i cobertes de bosc dens monsònic. Les principals alçàries són els Kanchenjunga (8.585 m), el tercer pic més alt del món, els Yanu (7.715 m), Kubra (7.322 m), Donkia Pachunkri (7.069 m), Pandim (6.713 m) i Nansigh (5.838 m), alhora que controlen alguns ports de muntanya entre l'Índia i el Tibet. Els principals rius del territori són el Tista, Latghung, Rangeet, Lachen, Moing, Lachu i el Ranjit (dividit en el Gran Ranjit i el Petit Ranjit). Pel que fa als llacs, els principals són els Bhewsa, Chola i Chijam.
La població s'instal·la en petits nuclis als vessants entre 1.000 i 2.500 m, més temperats, que és la zona privilegiada on es donen els conreus densos. A partir dels 3.000 m domina el bosc i als 4.500 les pastures. Majoritàriament, la terra és inadequada per a agricultura a causa dels pendents precipitats i rocosos. Tanmateix, certs pendents de turons s'han convertit en terres de conreu que utilitzen tècniques de terrassa. Els nombrosos rius alimentats per la neu han tallat profundes valls a la part occidental i sud de l'Estat. Aquests corrents es combinen al Tista i al seu afluent, el Rangeet.

## Població
La població és escassa (76,16 h/km²), majoritàriament de raça nepalesa, que immigrava durant el segle xix, i de religió hindú, amb minories com els bhòtia (que emigraven del districte Kham del Tibet al segle XIV) i leptxes, que professen el budisme. Altres comunitats immigrants no natives de l'estat inclouen els marwaris, que té la majoria dels comerços a Sikkim del Sud i Gangtok; els biharis, la majoria dels quals es contracten per feines menors, i els bengalís. Amb prou feines té població urbana (5,1%) i l'únic nucli urbà important és la capital.
Segons el cens del 1991, les llengües més parlades de l'estat són: 63,1% nepalès, llengua oficial de l'estat, el 8,0% bòthia o dzongkha (també parlada a Bhutan), 7,3% leptxa (ètnia originària del territori) un 4% limbu i un 3% xerpa.

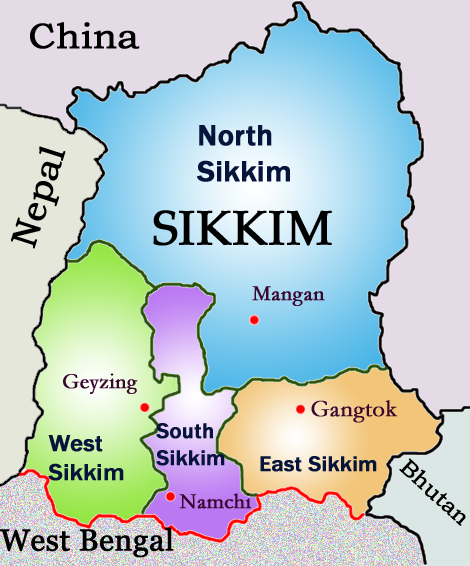
Districtes

## Divisió administrativa
Està dividit en quatre districtes:
- Districte de North Sikkim, capital Mangan
- Districte d'East Sikkim, capital Gangtok
- Districte de West Sikkim, capital Geyzyng
- Districte de South Sikkim, capital Namchi

Cada districte està format per subdivisions.
- Pakyong a East Sikkim
- Soreng a West Sikkim
- Chungthang a North Sikkim
- Ravongla a South Sikkim

## Economia
Només un 15% del terreny és dedicat a l'agricultura. Es basa en el cardamom, planta fibrosa de la qual és el primer productor mundial (250 tones l'any). Hi ha 689 empreses dedicades a l'agricultura i transformació del te, cafè, fruites, flors i hortalisses. Un 80% del territori és cobert de boscos, que sovint estan protegits. També practicaven conreus de subsistència, com el mill, arròs, moresc, pomes i la ramaderia d'ovelles, cabres i iacs. Hi ha indicis de jaciments minaires de plom, zinc, plata, ferro, bismut, coure i grafit, però són poc explotats. Pel que fa a la indústria, només té importància el tèxtil de caràcter artesanal, el licor i altres. Darrerament s'ha donat un fort impuls a la indústria turística, gràcies als temples budistes i les muntanyes.

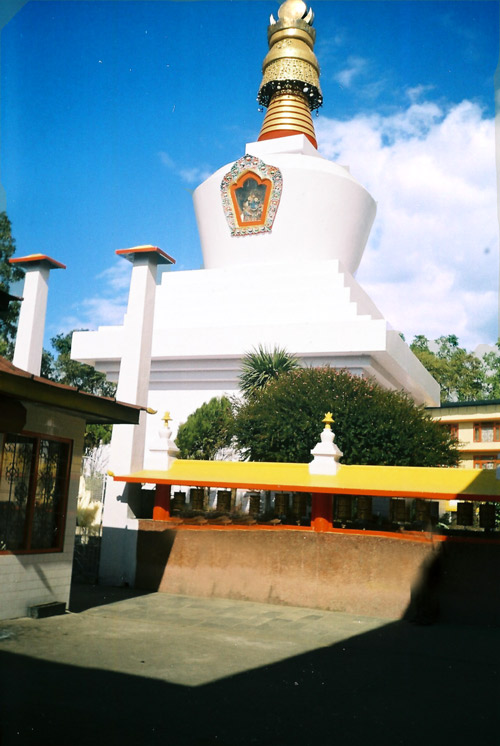
Estupa Do-drul-chorten a Gangtok

## Política
Des del 1975 és el 22è Estat de la Unió Índia, i per això compta amb un parlament propi de 33 diputats, una constitució i un president, però el govern de Delhi pot imposar i aplicar la president rule (govern directe des de Delhi) si ho creuen necessari. Antigament fou una monarquia, però el darrer monarca, Palden Thondup Namgyal, va morir el 1982 a Nova York, i els seus descendents no han fet valdre llurs drets.
Actualment domina l'escena política el Sikkim Sangrad Parishad (SSP), dirigit per Nar Bahadur Bhandari. Per altra banda, el Partit del Congrés de l'Índia, que dominava la política india, va absorbir el 1975 els dos partits tradicionals del país, el Partit Nacional de Sikkim (SNP) de base tibetana, i el National Congress Party of Sikkim (NCPS) de base gurkha, que el 1977 s'uniren al partit.

## Bandera i escut
La bandera de Sikkim estigué en ús fins al 1975 i després fou abolida. Té la proporció 5:8 i fou adoptada el 1962 substituint a un model anterior més complex que estava vigent des aproximadament l'any 1914. L'escut es va conservar.

## Història

### Leptxa i rong
Es considera que els leptxa són els primers habitants de Sikkim. Tanmateix, els limbu i els magar també vivien a les parts inaccessibles dels districtes Oest i Sud ja que els leptxa vivien potser als districtes est i nord. Es diu que el sant budista Padmasambhava, també conegut com a Guru Rinpoche, va passar per Sikkim al segle VIII. Es diu que el gurú va beneir la terra, va introduir el budisme i va predir l'era de la monarquia que arribaria a Sikkim segles més tard.

### Monarquia hereditària
El cap leptxa Sambre fou nomenat lloctinent de Guru Tushi al que van succeir com a reis Jowo Nagpo, Jowo Apha i Guru Tenzing; aquest darrer va morir el 1642 i després d'ell la monarquia esdevingué hereditària (la dinastia Namgyal va governar 332 anys).
El seu fill, el monjo Phuntsog Namgyal fou coronat rei de Sikkim per Lhabtsun Chenpo, i serà tributari del Dalai Lama del Tibet, i posteriorment, amb sobirania nominal xinesa.
Phuntsog Namgyal regnava sobre un territori molt més gran que l'actual Sikkim, i va traslladar la capital des de Gangtok a Yoksom. Els Namgyal van convertir els leptxa al budisme i construïren un total de 67 monestirs, els principals dels quals eren Dubde el 1644, el de Katcho Palri el 1682, el de Tashinding de finals del segle XVIII i el de Padma Gyant'tse pel rei Phyagdor Namgyal el 1704, l'abat del qual consagrarà els sobirans del regne. Phuntsog doncs va imposar el budisme com a religió d'estat. El va succeir el seu fill Tensung (1670) que va traslladar la capital a Rabdentse.
El 1686 fou proclamat rei el seu fill Chador, que fou deposat pels bhutanesos cridats per una de les esposes del seu pare, el qual es va exiliar al Tibet on va rebre el govern d'un principat. Pedi, l'esposa de Tensing, va assolir el tron, però els tibetans van intervenir i van restaurar a Chador, tot i que els bhutanesos van conservar una part del país. El 1716 Chador va morir finalment assassinat per Pedi.
Fou proclamat rei el seu fill Gyurmed durant el regnat del qual els opositors es van revoltar a Limbuana i es van separar de Sikkim unint-se a Nepal; també es va revoltar el cap dels magar Tashi Bidur, però fou sotmès. Gyurmed va morir encara jove el 1733, sense deixar descendència però els monjos van inventar l'existència d'un fill encara no nascut de la reina, que fou acceptat com a hereu legítim amb el nom de Phuntsok II.
Part del poble s´hi va oposar per considerar-lo il·legítim. Tamdang, un conseller, es va apoderar del govern però en fou expulsat aviat. El general leptxa Chanzod Karwang va impedir qualsevol intent i els tibetans van imposar la tutela del jove rei Punthsok II Namgyal.
Els magar es van tornar a revoltar i es van unir a Bhutan. El 1752 es van revoltar sense èxit els tsong. Bhutan va ocupar diversos territoris i els gurkhes de Nepal van amenaçar el país (van fer fins a 70 incursions), però finalment es va signar la pau el 1775.
A Phuntsok II el va succeir el 1780 el seu fill Tenzing, i aviat els nepalesos van trencar el tractat i es van apoderar de certs territoris el 1788 i altre cop el 1792. L'atac dels nepalesos va obligar el rei a aixoplugar-se al Tibet. La intervenció xinesa va derrotar els nepalesos i els va rebutjar cap a Nepal, però els gurkha tornaren a atacar el país el 1793 i ocuparen Sikkim fins als marges del riu Tista (que van conservar fins al 1817), però finalment la monarquia fou restaurada, i la corona va passar llavors (1793) a Tsudphud, ja que el seu pare Tenzing havia mort mentrestant a Lhasa. La capital es va traslladar a Tumlong (des de Rabdantse). Com que l'amenaça nepalesa persistia, Sikkim es va acostar als britànics, enemics dels gurkhes i en guerra amb ells des del 1814 fins al 1816 en què el tractat de Sugauli va posar fi al conflicte.

### Domini britànic
El 1817 es va signar el tractat de Tiltaya entre Gran Bretanya i Sikkim, pel que es retornaven a Sikkim els territoris arrabassats pels nepalesos fins al riu Tista. Des de llavors la influència britànica fou preponderant.
Sota pressió britànica Sikkim va haver de cedir Darjeeling (1835) que el 1839 va passar als britànics amb els contraforts de la muntanya, però les compensacions britàniques que s'havien promès no es van entregar i es va iniciar una època de males relacions.
El segrest de dos metges britànics el 1849 va provocar l'enviament d'una expedició militar el 1850 que va obligar al sobirà a cedir més territoris. Nous atacs de territori britànic procedents de Sikkim van provocar una segona expedició el 1860 però foren rebutjats a Rinchenpong; el 1861 els britànics van enviar una nova força més poderosa sota comandament del coronel Glower que va ocupar la capital Tumlong i va imposar el protectorat.
El 1863 Sidkeong va succeir al seu pare Tshudpud. El 1874 el va succeir el seu germanastre Thutob. El 1886 certes construccions britàniques al país van provocar l'enviament d'una força tibetana; hi va haver un enfrontament entre britànics i tibetans i aquests es van retirar.
El 1889 la Xina reconegué la independència del país i es fixaren les fronteres pel nord. Però el maharaja Thutob Namgyal es negà a col·laborar i fou fet presoner (exiliat a Tibet 1892-93 i a l'Índia 1893-95). Els britànics hi nomenaren un oficial polític, essent el primer Charles White. El 1904, davant la por d'una expansió russa, una expedició fou enviada al Tibet des del Sikkim, on el coronel Younghusband va imposar un tractat beneficiós. El 1914 va succeir a Thutob el seu fill Sidkeong Tulku Namgyal, però va morir el mateix any i el va succeir el seu germanastre Tashi Namgyal, que va destacar com a reformista.
El 1918 el nou monarca recobrà els poders reials i admet l'ajut d'un Consell Legislatiu. El 1921 el regne tenia 82.000 habitants. El protectorat fou transferit a l'Índia el 1947.

### Protectorat de l'Índia
Quan l'Índia es va independitzar el 1947, Sikkim rebé també la independència formal de la Gran Bretanya, però l'Índia n'assumí funcions tutelars. El mateix any Kazi Lhendup Dorji fundà el partit Congrés Estatal de Sikkim per formar un govern democràtic. El 5 de desembre del 1950 signà un tractat amb l'Índia, pel qual aquesta s'encarregava de la defensa, les comunicacions i la representació exterior. El 1962 es va implantar l'estat d'emergència, degut a les diferències polítiques entre nepalesos i tibetans, la política lingüística i les reivindicacions xineses. Tashi va morir el 1963 i el va succeir el seu fill Palden Thondup (1963-1982), i entre el 1965 i 1967 hi ha enfrontaments entre l'exèrcit xinès i l'indi a la frontera amb Sikkim.
El 1970 hi va haver disturbis demanant la fi de la monarquia i l'establiment de la democràcia, que van arribar al seu zenit el 1973. A les eleccions del 1973 venç el Partit Nacional de Sikkim (SNP), de majoria tibetana, cosa que provocarà incidents amb el Sikkim National Congress Party (SNCP) de majoria nepalesa. De resultes d'això, l'exèrcit indi ocupà el país i va imposar un administrador (B. S. Das).
S'elaborà una nova constitució, segons la qual el maharaja només tindria títol honorífic i s'implantà un govern proindi. Rebrà l'estatut d'Estat Lliure Associat. El 4 de setembre de 1974 el líder del Partit del Congrés de Sikkim, Kazi Lendup Dorji, fou nomenat ministre principal. El rei (Chogyal) va ser mantingut com a figura simbòlica al front de l'estat, però les seves funcions van passar a la pràctica al governador B.B. Lal. Després d'un referèndum de ratificació poc clar celebrat el 1975, i l'oposició del sobirà al govern estranger, es va procedir a la deposició de la monarquia i la declaració de Sikkim com estat de la Unió (16 de maig de 1975) com el 22è estat. El rei s'exilià a Nova York i tant el Sikkim National Party (SNP) com el Sikkim National Congress Party (SNCP) s'incorporen al Partit del Congrés de l'Índia.
Després de les eleccions de 1979 Nar Bahadur Bhandari va encapçalar el govern, essent reelegit el 1984 i 1989. El 1994 Pawan Kumar Chamling va assumir aquest càrrec. El moviment nacional té una força important a Sikkim.

## Nota
1. ↑  Arjun Adlakha. «Population Trends: India» (PDF). International brief p. 5.   U.S. Department of Commerce, abril 1997. [Consulta: 12 octubre 2006].
2. ↑  «Lepchas and their Tradition».   Sikkim.nic.in. Arxivat de l'original el 17 octubre 2017. [Consulta: 6 juliol 2013].
3. ↑  Skoda, Uwe. Navigating Social Exclusion and Inclusion in Contemporary India and Beyond: Structures, Agents, Practices (Anthem South Asian Studies).  Anthem Press, 2014, p. 137. ISBN 978-1783083404.
4. ↑  «History of Guru Rinpoche».   Sikkim Ecclesiastical Affairs Department. Arxivat de l'original el 9 novembre 2013. [Consulta: 9 novembre 2013].